# غباش
الغَبَّاشُ (الاسم العلمي: Opatroides) هو جنس خنافس صغيرة القد من فصيلة الظلاميات. أنواعه ثلاثة.

## الأنواع
- Opatroides punctulatus Brull, 1832 g b
- Opatroides thoracicus (Rosenhauer, 1856) g
- Opatroides vicinus Fairmaire, 1896 g

Data sources: i = ITIS, c = Catalogue of Life, g = GBIF, b = Bugguide.net

## روابط خارجية
- "NCBI Taxonomy Browser". مؤرشف من الأصل في 2018-08-17. اطلع عليه بتاريخ 2018-04-06.